# Mwongo Matamba
Mwongo Matamba est une reine du royaume de Matamba jusqu'en 1631, date à laquelle elle est déposée par Njinga, fuyant une offensive des Portugais.

## Biographie
Le royaume de Matamba est opposé au royaume de Ndongo. Cependant, sous la pression portugaise, le roi Kambolo Matamba envoie son armée à la fin des années 1580 pour défaire les Portugais au sein de la capitale Ndongo. En 1618-1620, les forces portugaises menées par Luis Mendes de Vasconcellos envahissent de nouveau le Ndongo et s'enfoncent jusqu'au royaume Matamba, affaiblissant ce dernier. La reine Mwongo Matamba se fait attaquer par les armées de la reine Njinga à la suite de son éviction de la capitale Ndongo par les Portugais après 1621. En 1631, elle dépose Mwongo Matamba et prend possession du trône. À la suite de cette éviction, la nouvelle reine développe la traite des esclaves depuis sa nouvelle capitale afin de financer sa guerre contre les Portugais,.